# Массіміліано Каньято
Массіміліано Каньято (італ. Massimiliano Caniato, нар. 19 жовтня 1967, Сесто-Сан-Джованні) — італійський футболіст, що грав на позиції воротаря. По завершенні ігрової кар'єри — тренер.

## Клубна кар'єра
Народився 19 жовтня 1967 року в місті Сесто-Сан-Джованні. Вихованець футбольної школи клубу «Інтернаціонале», з якою виграв Турнір Віареджо у 1986 році, але за першу команду так і не дебютував, виступаючи на правах оренди за команди «Ліката», «Ольтрепо», «Алессандрія» та «Монца».
1991 року уклав контракт з клубом «Венеція» і відіграв за венеціанський клуб наступні два сезони своєї ігрової кар'єри. Більшість часу, проведеного у складі «Венеції», був основним гравцем команди.
Своєю грою за останню команду привернув увагу представників тренерського штабу клубу «Удінезе», з яким 1993 року уклав контракт. У новій команді провів п'ять сезонів, але основним гравцем не був, тому 1995 року здавався в оренду у «Торіно».
Протягом 1998—1999 років захищав кольори клубів «К'єво» та швейцарського «К'яссо», а 2000 року перейшов до клубу «Про Патрія», за який відіграв 2 сезони. Граючи у складі «Про Патрія» також здебільшого виходив на поле в основному складі команди. Завершив професійну кар'єру футболіста виступами за команду «Про Патрія» у 2002 році.

## Виступи за збірну
У складі юнацької збірної Італії (U-20) дійшов до чвертьфіналу молодіжного чемпіонату світу 1987 року у Чилі, але на поле на турнірі не виходив.

## Кар'єра тренера
Розпочав тренерську кар'єру у аматорських клубах «Треццано Кальчо» (2007—2009 і 2012—2013), «Інверуно» (2010-2011) та «Галларатезе» (2011-2012), а у червні 2015 року увійшов до тренерського штабу клубу «Варезе» з Леги Про.
У лютому 2016 року його було призначено тренером команди «Боргоманеро» у чемпіонаті Еччеленца П'ємонт, а наступного року працював тренером іншої команди з цього ж дивізіону «Стреза».
У 2019–2024 роках Каньято працював з юнаками «Мілану», а 2025 року тренував дорослу команду «Про Патрії» з Серії С, але не врятував її від вильоту.